# Nemacladus pinnatifidus
Nemacladus pinnatifidus là loài thực vật có hoa trong họ Hoa chuông. Loài này được Greene mô tả khoa học đầu tiên năm 1885.